# Гай Семпроний Атрацин
Гай Семпроний Атрацин (на латински: Gaius Sempronius Atratinus) e политик на ранната Римска република. Той произлиза от аристократичната фамилия Семпронии.
През 423 пр.н.е. той е консул заедно с Квинт Фабий Вибулан Амбуст. Той се бие с волските и попада с войската си в критично положение. Командирът на кавалерията Секст Темпаний ги спасява.
През 422 пр.н.е. народният трибун Луций Хортензий го дава за тази му грешка под съд, но четирима конници от времето на битката свидетелстват в негова полза и процесът временно се прекратява. През 420 пр.н.е. процесът се възобновява, когато братовчед му Авъл Семпроний Атрацин е консулски военен трибун и помага в изборите за квестори на патрицианския кандидат. Гай Атрацин е осъден да заплати висока парична глоба.